# Basketbol'nyj klub UNICS 2013-2014
Questa voce raccoglie le informazioni riguardanti il Basketbol'nyj klub UNICS nelle competizioni ufficiali della stagione 2013-2014.

## Stagione
La stagione 2013-2014 del Basketbol'nyj klub UNICS è la 17ª nel massimo campionato russo di pallacanestro, la VTB United League.

## Roster
Aggiornato al 12 luglio 2019
| UNICS Kazan' 2013-14 | UNICS Kazan' 2013-14 |
| Giocatori            | Staff tecnico        |
| -------------------- | -------------------- |

| N. | Naz.                   | Ruolo | Nome                     | Anno | Alt.   | Peso   |  |
| -- | ---------------------- | ----- | ------------------------ | ---- | ------ | ------ |  |
| 4  | Stati Uniti (bandiera) | P     | Tywain McKee             | 1986 | 188 cm | 83 kg  |  |
| 5  | Russia (bandiera)      | G     | Sergej Bykov             | 1983 | 190 cm | 90 kg  |  |
| 6  | Grecia (bandiera)      | PG    | Nikos Zīsīs              | 1983 | 197 cm | 94 kg  |  |
| 7  | Stati Uniti (bandiera) | AG    | Luke Harangody           | 1988 | 203 cm | 113 kg |  |
| 10 | Russia (bandiera)      | P     | Pavel Sergeev            | 1987 | 185 cm | 90 kg  |  |
| 12 | Bielorussia (bandiera) | AC    | Uladzimir Verameenka (C) | 1984 | 211 cm | 107 kg |  |
| 15 | Grecia (bandiera)      | C     | Ian Vougioukas           | 1985 | 211 cm | 122 kg |  |
| 17 | Russia (bandiera)      | G     | Evgenij Kolesnikov       | 1985 | 195 cm | 93 kg  |  |
| 20 | Russia (bandiera)      | C     | Dmitrij Sokolov          | 1985 | 214 cm | 115 kg |  |
| 21 | Grecia (bandiera)      | AG    | Kōstas Kaimakoglou       | 1983 | 206 cm | 113 kg |  |
| 22 | Russia (bandiera)      | A     | Pavel Antipov            | 1991 | 202 cm | 100 kg |  |
| 30 | Stati Uniti (bandiera) | G     | Andrew Goudelock         | 1988 | 191 cm | 91 kg  |  |
| 31 | Stati Uniti (bandiera) | AP    | Chuck Eidson             | 1980 | 202 cm | 100 kg |  |
| 35 | Russia (bandiera)      | GA    | Ruslan Chabirov          | 1991 | 192 cm | 89 kg  |  |
| 41 | Russia (bandiera)      | A     | Nikita Kurbanov          | 1986 | 202 cm | 97 kg  |  |
| 45 | Russia (bandiera)      | AG    | Maksim Šeleketo          | 1987 | 205 cm | 108 kg |  |

| Allenatore |
| - Andrea Trinchieri                                                                                             |
| Assistente/i |
| - Maksim Fomičev - Īlias Kantzourīs - Aleksandr Zrjadčikov Legenda - (C) Capitano - (IN) Inattivo - Infortunato |

## Mercato

### Sessione estiva
| Acquisti | Acquisti           | Acquisti             | Acquisti   | Acquisti |
| R.a      | Nome               | da                   | Modalità   |          |
| -------- | ------------------ | -------------------- | ---------- | -------- |
| G        | Evgenij Kolesnikov | Kr. Kryl. Samara     | definitivo |          |
| AG       | Luke Harangody     | F.W. Mad Ants        | definitivo |          |
| PG       | Nikos Zīsīs        | Bilbao Berri         | definitivo |          |
| G        | Andrew Goudelock   | L.A. Lakers          | definitivo |          |
| P        | Tywain McKee       | Zenit S. Pietroburgo | definitivo |          |
| C        | Dmitrij Sokolov    | CSKA Mosca           | definitivo |          |
| A        | Nikita Kurbanov    | Sptk. S. Pietroburgo | definitivo |          |
| AG       | Maksim Šeleketo    | Lokomotiv Kuban'     | definitivo |          |

| Cessioni | Cessioni        | Cessioni         | Cessioni       | Cessioni |
| R.       | Nome            | a                | Modalità       |          |
| -------- | --------------- | ---------------- | -------------- | -------- |
| G        | Pëtr Samojlenko | Free agent       | fine contratto |          |
| AG       | Nikita Šabalkin |                  | ritirato       |          |
| P        | Mire Chatman    | Free agent       | fine contratto |          |
| G        | Terrell Lyday   |                  | ritirato       |          |
| P        | Viktor Zvarykin | Krasnyj Oktjabr' | fine contratto |          |
| AG       | Mike Wilkinson  | Free agent       | fine contratto |          |
| AP       | Igor' Zamanskij | Krasnyj Oktjabr' | fine contratto |          |

### Dopo l'inizio della stagione
| Acquisti | Acquisti     | Acquisti         | Acquisti         | Acquisti   |
| R.       | Nome         | da               | Data             | Modalità   |
| -------- | ------------ | ---------------- | ---------------- | ---------- |
| G        | Sergej Bykov | Lokomotiv Kuban' | 19 febbraio 2014 | definitivo |

| Cessioni | Cessioni | Cessioni | Cessioni | Cessioni |
| R.       | Nome     | a        | Data     | Modalità |
| -------- | -------- | -------- | -------- | -------- |